# بوبراخ
بوبراخ (به آلمانی: Böbrach) یک شهر در آلمان است که در بایرن واقع شده‌است.

## خصوصیات
بوبراخ ۲۷٫۵۵ کیلومترمربع مساحت دارد ۵۷۶ متر بالاتر از سطح دریا واقع شده‌است.